# Tenma Shibuya
Tenma Shibuya (渋 谷 天馬, Shibuya Tenma , nacido el 13 de enero de 1969, en la ciudad de Saitama) es un actor japonés , bailarín clásico y activista de intercambio cultural .  Comenzó su carrera como actor en 1993 después de regresar de los Estados Unidos, donde asistió a la universidad. Hizo apariciones en varias películas, producciones teatrales y dramas de televisión en su carrera como actor temprano en Japón. Parte de este trabajo incluye: Romeo y Julieta (director: Yukio Ninagawa ), Agitator (director: Takashi Miike ) y Appleseed (director: Shinji Aramaki). En 2006, Shibuya visitó China por primera vez, lo que lo llevó a su transición al mundo del espectáculo chino.  
De 2008 a 2010, Shibuya protagonizó una serie de producciones de diversos medios, incluida la película de Hong Kong Ip Man , así como las producciones chinas The Flowers of War y Borrow Gun (借 枪).  También apareció en la película taiwanesa Kano , el drama ruso Sorge y la producción internacional de 2018 Air Strike  (con Bruce Willis ,  Adrien Brody ,  y Rumer Willis). 
Hasta la fecha 2020, ha aparecido en más de 100 películas, escenarios y dramas en Japón, Estados Unidos, China, Hong Kong, Taiwán, Rusia, etc., y se ha convertido en un destacado actor japonés en Asia (países de habla china). También tiene los rostros de un cantautor, un productor de películas y un activista de intercambio cultural. Desde que se desempeñó como profesor de japonés en una escuela secundaria en Oregón, EE. UU., Ha participado en actividades de intercambio cultural internacional durante 25 años, incluida la organización de clases de baile japonés para extranjeros y eventos de intercambio cultural internacional. Estableció la Asociación de Promoción del Intercambio Cultural Japón-China de OSFL en 2009  . Actualmente, continúa las actividades de intercambio cultural entre Japón y China como presidente de la NPO y director de la sucursal de Beijing en China. 

## Primeros años
Tenma Shibuya nació el 13 de enero de 1969, en Saitama, Japón.  Fue a los Estados Unidos para estudiar en la Universidad de Oregón en 1989. Volvió a Japón en 1991 cuando falleció su madre. Preparándose para regresar nuevamente pero tuvo un accidente en la espalda baja, lo que le obligó a permanecer hasta una recuperación completa, durante seis años. A medida que el dolor de la espalda iba aliviando por el tratamiento y la terapia, decidió convertirse en un actor, momento en el que entró en la escuela de actuación.

## Carrera de entretenimiento
1993–2004: Primeros trabajos en Japón
Shibuya comenzó su carrera como actor en 1993. Determinado a ser  activo, sintió la necesidad de acumular  muchas experiencias en Japón  hasta que se produzca una gran oportunidad. Además de actuar todos los días, Shibuya mejoró aún más sus habilidades de interpretación asistiendo a: clases de actuación de método impartidas por Yoko Narahashi que dio forma a su actual estilo de actuación; clases de actuación cinematográfica en Eizoujuku, una escuela de cine profesional fundada por Genji Nakamura, un director; Clases de danza clásica japonesa a cargo de Nishikawa Kazuma, el maestro de la escuela Nishikawa; formación vocal en AK MUSIC, especializada en ópera, chanson y música pop. Shibuya también actuó en una serie de cortometrajes e independientes, además de sus apariciones como invitado en varias producciones cinematográficas, que lo familiarizaron con sus métodos y estilos. Mientras tanto, también había participado en la realización cinematográfica. Comenzó a cantar  sus canciones propias mientras tocaba la guitarra. 
El debut comercial de Shibuya fue en Sadistic Song (1995), una película dirigida por Genji Nakamura. En 1997 tuvo oportunidades teatrales. En marzo, participó en Bolero, un famoso trabajo de ballet. La actuación fue coreografiada por Maurice Béjart, dirigida por Shiro Mizoshita de Tokyo Ballet. En julio, actuó en Princess Sayo , como personaje y bailarín folclórico japonés. En agosto de 1997, Shibuya se desempeñó como asistente de dirección en Annie Get Your Gun, un famoso musical de Broadway, en el Teatro Nagoya Chunichi.   Al año siguiente, interpretó a Lord Capulet en Romeo y Julieta , bajo la dirección de Yukio Ninagawa. En 2001, Shibuya consiguió un papel en Agitator, una película de Takashi Miike, interpretando a un miembro de la mafia, que apoyaría a su líder interpretado por Naoto Takenaka. Después de eso Shibuya solo fue capaz de interpretar pequeños papeles como detective, gánster, médico y abogado. La primera experiencia de Shibuya con la animación generada por computadora fue en Appleseed. Su interpretación de cuatro personajes fue grabada y y luego procesada en animación a través de captura de movimiento. La película fue dirigida por Shinji Aramaki, y se estrenó a nivel mundial en 2004.
2006–2010: Mudanza a China
Shibuya hizo  planes para comenzar a actuar en China pero necesitaba aprender el idioma. Después de haber aprendido el chino mandarín en la Universidad de Lengua y Cultura de Beijing durante seis meses, pudo iniciar oficialmente su carrera como actor en el mundo del espectáculo en China. En otoño del 2006 el protagonizó su primer drama de televisión chino llamado  《草原春来早》, interpretando a una persona real en la historia, Shouji Kanai. En el año siguiente, pudo trabajar en su primera película en China 《草原春来早》dirigida por Li Shu y es el segundo crédito del reparto después del papel principal, esta película fue un éxito porque se la volvió a trasmitir por  el canal de cine predominante en China CCTV-6. Aunque  era  una nueva cara para el público chino, sus actuaciones pronto fueron reconocidas en la industria. Shibuya había sido notado, y habría sido escogido para un papel en su próximo espectáculo por el director Li Shu, que a su vez dio lugar a más oportunidades para jugar. El actor Shibuya está agradecido por todo el apoyo que sus compañeros han dado.
En 2008, Shibuya interpretó en Yip Man(Ip Man), una película de kung-fu de Wilson Yip, Shibuya ganó el premio a la mejor película en el  Festival de Cine de Hong Kong en 2009 y se convirtió en un gran éxito en China continental y tocó tacones, ganó popularidad al igual que su actuación. El papel de Shibuya Tenma en la película llamado ''el coronel Sato'', un villano de sangre fría y astuto, fue un personaje que  ganó la reputación entre los profesionales y también hizo su impresión en público en general. 
En el 2010 apareció como el elenco principal de la película 『神鶴』que fue filmada a 30 grados bajo cero en Qiqihar, noreste de China. A continuación, apareció en el drama televisivo 『借槍』Este drama fue el  más vendido en la audiencia nacional de China durante el año siguiente y, según los informes de los medios de comunicación en ese momento, fue el drama más vendido en la historia de la televisión china, su papel fue un personaje llamado  Kato Keiji, un antagonista emocional y astuto personaje japonés, señalado por la crítica como malvada y fascinante. El programa ha roto el récord de ingresos más altos en la historia de los programas de televisión chinos. Participar en obras como Ip Man, Shibuya sin duda se convirtió en uno de los actores japoneses más populares en China. Como sus obras se difundieron en otros países, así ganó popularidad en todo el mundo. 
2011–Presente
En 2011, Shibuya tuvo la oportunidad de interpretar escenas de película con el ganador del Oscar Christian Bale en The Flowers of War, lo cual fue un gran éxito televisivo, interpretó a un oficial militar japonés. En el año 2012 pudo interpretar a un mago llamo Muto en el drama chino 『大戯法』que fue un personaje completamente diferente, el personaje era de un mago japonés que vino a China para robar un documento secreto de la magia tradicional  a medida que avanza la historia, el personaje se adapta a varias identidades tales como hombre joven honesto, para más tarde vestirse de una sexy bailarina de kabuki, jugando magia en el escenario, también se viste de una mujer de edad avanzada, para después pasar a volverse un hombre loco de mediana edad, todo esta actuación en un drama de 40 capítulos. Shibuya había superado todos los desafíos,  ganó muchas alabanzas por su habilidad de actuar y su gran  profesionalismo. 
En 2012 Shibuya volvió a impresionar a sus fanes al interpretar a Ichiro Nakamura, el segundo protagonista masculino de la película Hushed Roar en 2012. Ichiro era una persona sencilla que padecía hipoglucemia, cuyo matrimonio con su amante de mucho tiempo fue disuadido por su miedo a su enfermedad de herencia. Esta película participó oficialmente en el Festival de Cine Mundial de Montreal. El personaje, rico en emociones, era un tipo completamente nuevo para Shibuya, ya que interpretaba numerosos papeles estereotipados, a veces unilaterales hasta el momento. Shibuya habló solamente inglés en la película según lo requerido por el ajuste de la película. Sin saberlo en persona, el productor dijo que Shibuya jugando como un papel cómico le dio confianza para lanzarlo, y que estaba muy satisfecho con el desempeño de Shibuya. 
En 2013, Shibuya participó en KANO. La película cuenta una historia sobre un equipo de béisbol de la escuela secundaria en Taiwán. Umin Boya, el director, ofreció el papel, ya que estaba impresionado por el desempeño de Shibuya en Ip Man. Shibuya también estaba feliz de aceptar su oferta no sólo basándose en la fuerza del guion, sino también la reputación del director de ser cooperativo y aceptar diferentes opiniones. Rompiendo el récord de taquilla en Taiwán, la película también tuvo mucho éxito en Japón, Hong Kong y algunos otros países. Shibuya apareció en Xiaobaohelaocai en 2013. Fue su primera oportunidad para un papel cómico en China que le encanta jugar. Estando ocupado en Taiwán por disparar a KANO en ese momento, pudo unirse para un día de rodaje en Beijing. El papel de apoyo del coronel Qingtian fue complicado, a pesar de la apariencia en escenas. El Coronel Qingtian. Su actuación fue elogiada tanto por los miembros de la tripulación como por la audiencia. Se destacó en el elenco principal a pesar del tamaño de su papel.
Shibuya continuó expandiendo su alcance en China a través de los dramas televisivos Fenghuoshuangxiong (2013), Youchai (2015),y Tiezaishao (2015).
Para 2015, Shibuya tenía más libertad para elegir futuras apariciones a medida que aumentaba su fama y riqueza. Dirigió Wanfeng , un proyecto de graduación de un grupo de estudiantes de la Academia de Cine de Beijing .  A Shibuya le pareció interesante trabajar con estudiantes debido a su pasión y talento, independientemente del presupuesto de la película. Decidió unirse a la película de graduación de los estudiantes; No sólo para ser un actor, sino también para dar consejos en todos los aspectos de la realización cinematográfica. En el año 2015 actuó en la serie china 《铁在烧》donde se enamoro de una mujer china cantante y tuvo un triste final.  A través de su actuación, los espectadores fueron capaces de ver diferentes emociones, y personalidades con forma cuidadosa, lo cual es raro ver en papeles como soldados japoneses.
En el año 2017 apareció en el drama estatal ruso "Sorge". 
Shibuya  valora la comunicación con los directores y otras cuadrillas, liderando sus repetidas colaboraciones con muchos directores, entre ellos Xiao Feng. Ellos mantuvieron contacto desde que trabajaron juntos en 《咆哮无声》/ Hushed Roar en 2012, y cuando Xiao Feng dirigió Air Strike ( The Bombing / Dahongzha)  en el 2018 cuatro años después, le confió a Shibuya el único papel principal japonés. La película fue coproducida por equipos chinos, coreanos y hollywoodianos. Sus asesores incluyen a Vilmos Zsigmond, Richard Anderson y Ronald Bass, ganadores de Oscar en cinematografía, efectos sonoros y guion, respectivamente, y Mel Gibson participó en esta película como director artístico. Contando la historia sobre los bombardeos japoneses en la ciudad de Chongqing durante la Segunda Guerra Mundial, las estrellas de cine de cuatro países; Liu Ye de China, Bruce Willis de los Estados Unidos, Song Seung-heon de Corea y Shibuya de Japón y Adrien Brody de Estados Unidos. Shibuya juega un piloto japonés que vuela un caza Zero y batallas contra los aviones de batalla chinos. Todas las escenas de batalla aérea que Shibuya actuó fueron tomadas en el estudio de efecto especial, lo que habría restringido su actuación. Estando en la cabina, sólo podía actuar con expresiones faciales. Además, su actuación dependía completamente de su imaginación, ya que no había opositores u objetos en el estudio. Shibuya recibió elogios en general a pesar de todos los obstáculos.
En el año 2019 actuó en la película  「サタデー・フィクション dirigido por Lou Ye, otro trabajo fue en  「The Vindicator」dirigiedo por el director Lee Bin esto se hizo en China; 「エア・ストライク」Director Wang Qiang (China);「晩風」del director Kan Ruohan (China). 
Shibuya apareció con bastante frecuencia en la televisión en China en el otoño de 2015. Incluyendo retransmitió los programas, cinco series de televisión Shibuya jugó, Tiezaishao, Ershisidaoguai, Jieqiang, Xuanya, Xuebao, fue transmitido en más de diez canales de televisión incluyendo Anhui, , CCTV-8, satélite Guizhou, Xizang satélite, Shanxi satélite, Anhui satélite, Tianjin satélite. Varios fanes de Shibuya comentaron y discutieron los papeles que representó Shibuya, especialmente de su nuevo drama, Tiezaishao. Se emocionaron cuando su pasión y sensibilidad llegó a su fin cuando tuvo que matar el amor de su vida. La actuación de Shibuya recibe la máxima alabanza por su sutil y compleja transición de emociones. El público se impresionó especialmente por la imagen compasiva de Shibuya, que se opone a los habituales y monstruosos personajes japoneses de las producciones chinas.
Tenma Shibuya también a veces colabora con las empresas como un personaje de imagen o un portavoz. 2013, julio, él asistió a la exposición de arte, "un honor para encontrarle." 2014, marzo, él colaboró con la marca de fábrica antigua de la joyería, "Casa de sauce."　2014, mayo, hizo un portavoz de Millennium Residences Beijing en el proyecto de "Tenma Shibuya Art Space & Art Life Style." 2015, de abril, asistió a "Yinluchi Distrito de Arte Fine Brushwork Exposición." 2015, julio, participó Chao Hong Pintura Arte Exposición "Combinando Oriente y Occidente", tuvo un discurso en ella. 2015, de junio a julio, hizo un portavoz de la marca africana de arte, "African Symbol". 2017, de febrero a junio, colaboró con Fragrance Brand, RE CLASSIFIED en el proyecto de su promoción "," Tenma Shibuya Comprende la Filosofía de la Antigua Grecia a través del Perfume."

## Filmografía

### Película
|  | AÑO  | TÍTULO                      | PAÍS      | Papel                          |
|  | ---- | --------------------------- | --------- | ------------------------------ |
|  | 2017 | Air Strike (The Bombing)    | China     | Zero fighter pilot:Sato        |
|  | 2016 | Geigeliyouxian 3            | China     | Jin casino owner               |
|  | 2016 | Geigeliyouxian 2            | China     | Ninja                          |
|  | 2015 | Imaginary Assassin          | China     | Tsuji Masanobu                 |
|  | 2014 | Kano                        | Taiwán    | Citizen Representative         |
|  | 2013 | Xiaoxiaofeihudui            | China     | Gangcun                        |
|  | 2012 | Chengchengfenghuo Juesha    | China     | Gaoqiao                        |
|  | 2012 | Hushed Roar                 | China     | Ichiro Nakamura                |
|  | 2011 | The Flowers of War          | China     | Fuguan                         |
|  | 2010 | Eergunaheyouan              | China     | Hideo Suzuki                   |
|  | 2010 | Tiexuejiangqiao             | China     | Kanji Ishibashi                |
|  | 2010 | Shenhe                      | China     | Jitian Fengci                  |
|  | 2010 | Death and Glory in Changde  | China     | Yiteng Sanlang                 |
|  | 2009 | Cow                         | China     | Terada                         |
|  | 2008 | Ip Man (película) / Yip Man | Hong Kong | Coronel Sato                   |
|  | 2008 | Feihuduidiezhan             | China     | Xiongben                       |
|  | 2007 | Yexi                        | China     | Lieutenant Tanaka              |
|  | 2004 | Appleseed                   | Japón     | Uranus (motion capture)        |
|  | 2003 | Ichigonokakera              | Japón     | Bartender                      |
|  | 2002 | Agitator                    | Japón     | Shintani                       |
|  | 2002 | Hiroshimayakuzasensou       | Japón     | Yakuza                         |
|  | 2001 | Zonbigokudou                | Japón     | Detective                      |
|  | 2002 | Bastoni                     | Japón     | Agente de actriz pornográfica  |
|  | 2001 | Minaminoteiou               | Japón     | Factory Worker                 |
|  | 2001 | Salarymanpachinkaergingtaro | Japón     | Secretario                     |
|  | 2001 | Aokiookamitachi             | Japón     | Asesino a sueldo               |
|  | 2000 | Kamome                      | Japón     | Prestamista                    |
|  | 1999 | Fubundaisousa               | Hong Kong | Mánager de tienda para adultos |
|  | 1998 | Hananoana                   | Japón     | Rebelde                        |
|  | 1998 | Genkinokamisama             | Japón     | Marido                         |
|  | 1997 | Mamushinokyoudai            | Japón     | Punk                           |
|  | 1996 | Sadistic Song               | Japón     | Playboy                        |
|  | 1996 | Saigonoshigoto              | Japón     | Ladrón                         |

### Televisión
| AÑO  | TÍTULO                    | PAÍS  | PAPEL                 |
| ---- | ------------------------- | ----- | --------------------- |
| 2016 | Sorge                     | Rusia | Sergey Ginzburg       |
| 2015 | Youchai                   | China | Shuigu Xinfu          |
| 2015 | Ershisidaoguai            | China | Dachuan               |
| 2015 | Tiezaishao                | China | Gaomu Yiren           |
| 2014 | Fenghuoshuangxiong        | China | Heitian zhongxiong    |
| 2013 | Xiaobaohelaocai           | China | Qingtian Dazuo        |
| 2012 | Xuanya                    | China | Saburo Shibuya        |
| 2012 | Shenmirenzhi              | China | Songben Wulang        |
| 2012 | Haojiahuo                 | China | Kanji Abe             |
| 2011 | Dakuaize                  | China | Guitian Cilang        |
| 2011 | Daxifa                    | China | Wuteng Zhang          |
| 2011 | Jiezhenguochuanqi         | China | Jitian                |
| 2011 | Xingfumanwu               | China | Mouye                 |
| 2010 | Jieqiang                  | China | Jiateng Jinger        |
| 2010 | Zhizhewudi                | China | Yunchuan Xiuyi        |
| 2010 | Woshichuanqi              | China | Heichuan Shuo         |
| 2010 | Chuanjuntuanxuezhandaodi  | China | Yedao Canger          |
| 2010 | Tiexuezhonghun            | China | Yuantian Duizhang     |
| 2009 | Shengsixian               | China | Dubian Chunliang      |
| 2009 | Yangguifeimishi           | China | Daban Gumalv          |
| 2009 | Xuebao                    | China | Dubian Wu             |
| 2009 | Watashigakodomodattakoro  | China | Xianbingduiyuan       |
| 2008 | Didaoyingxiong            | China | Shangdao Cilang       |
| 2006 | Caoyuanchunlaizao         | China | Shouji Kanai          |
| 2005 | Iryoushounenyinmonogatari | Japón | Camionero             |
| 2004 | Kekkon                    | Japón | Medical Jurisprudence |
| 2003 | Kougenheirasshai          | Japón | Mánager de hotel      |
| 2002 | Rakutenseikatsu           | Japón | Cameraman             |

## Escenario

### Teatro
| AÑO  | TÍTULO             | PAÍS  | PAPEL                          | NOTAS               |
| ---- | ------------------ | ----- | ------------------------------ | ------------------- |
| 2000 | Yukionna           | Japón | Heikichi                       | Ohme city hall      |
| 1998 | Romio and Juliet   | Japón | Capulet family, Dance Ensemble | Saitama art theater |
| 1998 | Jidairomanboukenki | Japón | Ancestor & Descendant,2Roles   | Mitaka theater      |
| 1997 | Princess Sayo      | Japón | Farmer, Dance Ensemble         | The Zoujou temple   |
| 1996 | Emperor Jones      | Japón | Moneylender                    | Saitama art theater |

### Musical
| AÑO     | TÍTULO           | PAÍS  | PAPEL                              | NOTAS                                                                             |
| ------- | ---------------- | ----- | ---------------------------------- | --------------------------------------------------------------------------------- |
| 1998-99 | Kumagon’s forest | Japón | Kumagon & Horosuke,2roles)-Leading | 7 Regional big halls(Takasaki, Mattou, Sasebo, Sendai, Kanazawa, Takasago, Chiba) |

### Ballet
| AÑO  | TÍTULO | PAÍS  | PAPEL          | NOTAS              |
| ---- | ------ | ----- | -------------- | ------------------ |
| 1997 | Bolero | Japón | Dance Ensemble | Tokyo culture hall |

## Narración
| MEDIO           | TÍTULO                          | PAÍS  | PAPEL        | NOTAS       |
| --------------- | ------------------------------- | ----- | ------------ | ----------- |
| TV CS           | Taiken PekinPekinPekin          | Japón | Narration    | 16 episodes |
| TV CS           | Taiken Pekinpekinpekin 2        | Japón | Narration    | 16 episodes |
| TV BS           | Chugokumenroadwoyuku            | Japón | Narration    | 16 episodes |
| VP              | Cannon                          | Japón | Narration    |             |
| VP              | Sharp cell phone                | Japón | Narration    |             |
| VP              | Happy Taobao                    | China | Narration    |             |
| VP              | China Lianyungang               | China | Narration    |             |
| VP              | China Jinmenqiao                | China | Narration    |             |
| VP              | Cannon                          | Japón | Narration    |             |
| CG animation    | Japanimation                    | U.S.A | 4 Main Roles |             |
| Film            | Dongfengyu                      | China | Fujiki       |             |
| TV drama        | Zhongtiankenjian                | China | Takahashi    |             |
| TV drama        | Xuebao                          | China | Yamamoto     |             |
| CG Game Soft    | Suikoden                        | Japón | Narration    |             |
| ep Broadcasting | Introduction of ep Broadcasting | Japón | Navigator    |             |

## TV/Radios Show Programa
| MEDIO | TÍTULO         | PAÍS  | NOTAS    |
| ----- | -------------- | ----- | -------- |
| BMN   | Wozai Beijing  | China | Guest    |
| CCTV  | Dialogue(対話) | China | Guest    |
| CRI   | Tetsubeya      | China | Featured |

Enlaces importantes
Wikipedia en japonés para obtener más información completa 
https://ja.wikipedia.org/wiki/%E6%B8%8B%E8%B0%B7%E5%A4%A9%E9%A6%AC
Página china 
https://baike.baidu.com/item/%E6%B6%A9%E8%B0%B7%E5%A4%A9%E9%A9%AC/4915296
Página china donde están todas sus series
https://space.bilibili.com/233960431